# Championnats d'Afrique de cyclisme sur piste 2016
Navigation
Championnats d'Afrique 2015 Championnats d'Afrique 2017
Les Championnats d'Afrique de cyclisme sur piste 2016 ont lieu du 15 au 19 février 2016 sur le Vélodrome d'Anfa à Casablanca au Maroc. 

## Épreuves masculines
| Épreuves               | Or                                                                           | Argent                                                                                       | Bronze                                                        |
| ---------------------- | ---------------------------------------------------------------------------- | -------------------------------------------------------------------------------------------- | ------------------------------------------------------------- |
| Kilomètre              | Jean Spies                                                                   | Abdelbasset Hannachi                                                                         | Yassine Aghaous                                               |
| Keirin                 | Ahmed Galdoune                                                               | Yacine Chalel                                                                                | Ayoub Kerrar                                                  |
| Vitesse individuelle   | Yassine Aghaous                                                              | El Mehdi Laanaya                                                                             | Mohamed Ennasiry                                              |
| Vitesse par équipes    | Maroc Mohamed Ennasiry Yassine Aghaous Mehdi Belfares                        | Algérie Abdelbasset Hannachi Yacine Hamza El Khacib Sassane                                  | Égypte Islam Shawky Islam Ramadan Abdullah Idris              |
| Poursuite individuelle | Mohcine El Kouraji                                                           | Abdelbasset Hannachi                                                                         | Abderrahim Zahiri                                             |
| Poursuite par équipes  | Maroc Abderrahim Aouida Soufiane Sahbaoui Mohcine El Kouraji El Mehdi Chokri | Algérie Abdelbasset Hannachi Mohamed el Mahdi Seguouini El Khacib Sassane Abderrahmane Hamza | Égypte Islam Nasser Abdullah Idris Islam Shawky Islam Ramadan |
| Course aux points      | Jean Spies                                                                   | Yacine Chalel                                                                                | Ahmed Galdoune                                                |
| Scratch                | Mohcine El Kouraji                                                           | Abderrahim Aouida                                                                            | Abderrahmane Hamza                                            |

## Épreuves féminines
| Épreuves               | Or                                         | Argent                             | Bronze                                       |
| ---------------------- | ------------------------------------------ | ---------------------------------- | -------------------------------------------- |
| 500 mètres             | Fatima Zahra El Hayani                     | Ebtisam Zayed                      | Nadia Skoukdi                                |
| Keirin                 | Ebtisam Zayed                              | Nadia Skoukdi                      | Donia Rashwan                                |
| Vitesse individuelle   | Ebtisam Zayed                              | Nadia Skoukdi                      | Mounia Benaji                                |
| Vitesse par équipes    | Maroc Fatima Zahra El Hayani Nadia Skoukdi | Égypte Ebtisam Zayed Donia Rashwan | Égypte Toka Khaled Ahmed Hamdia Hassam Helmy |
| Poursuite individuelle | Fatima Zahra El Hayani                     | Ebtisam Zayed                      | Khadija El Moutchou                          |
| Course aux points      | Ebtisam Zayed                              | Fatima Zahra El Hayani             | Donia Rashwan                                |
| Scratch                | Nadia Skoukdi                              | Toka Khaled Ahmed                  | Hamdia Hassam Helmy                          |

## Tableaux des médailles
| Rang  | Nation         | Or | Argent | Bronze | Total |
| ----- | -------------- | -- | ------ | ------ | ----- |
| 1     | Maroc          | 10 | 5      | 7      | 22    |
| 2     | Égypte         | 3  | 4      | 6      | 13    |
| 3     | Afrique du Sud | 2  | 0      | 0      | 2     |
| 4     | Algérie        | 0  | 6      | 2      | 8     |
| Total | Total          | 15 | 15     | 15     | 45    |